# Валетудо (спутник)
Валетудо — один из самых маленьких внешних спутников Юпитера.

## История открытия
Спутник был открыт Скоттом Шеппардом на снимке, сделанном 9 марта 2016 года в обсерватории Лас-Кампанас. Сообщение об открытии было сделано 17 июля 2018 года, при этом спутник получил предварительное обозначение S/2016 J 2. В первых же публикациях авторы открытия использовали для него имя «Валетудо» — латинское имя Гигиеи, древнеримской богини здоровья и гигиены, правнучки Юпитера. 25 сентября Международный астрономический союз (МАС) признал открытие и присвоил спутнику номер LXII. 3 октября 2018 года название «Валетудо» было официально утверждено.

## Орбита
Валетудо совершает полный оборот вокруг Юпитера на расстоянии в среднем 18,98 млн км за 533,3 дня. Орбита имеет эксцентриситет 0,222. 

## Физические характеристики
Диаметр Валетудо составляет около 1 км. Предполагается, что внешние спутники состоят в основном из силикатных пород, поэтому его плотность можно оценить в 2,6 г/см³.